# Africký národní kongres

Vlajka kongresu

Africký národní kongres (ANC) je politická strana v Jihoafrické republice. Vznikla z osvobozeneckého hnutí proti apartheidu. V roce 1994, v prvních všeobecných volbách po pádu režimu, ANC zvítězila a od té doby je vládní stranou země. Prvním prezidentem za ANC byl zvolen Nelson Mandela (1994–1999). Následovali jeho spolustraníci Thabo Mbeki (1999–2008), Kgalema Motlanthe (2008–2009), Jacob Zuma (2009–2018) a Cyril Ramaphosa (2018–).
Strana byla založena v roce 1912 ve městě Bloemfontein coby Jihoafrický domorodý národní kongres. Jejím hlavním účelem byla obhajoba práv černých Jihoafričanů. Poté, co se vlády po volbách z roku 1948 chopila Národní strana, byl hlavním cílem ANC boj proti institucionalizaci apartheidu. ANC na začátku padesátých let začala pořádat masové demonstrace a aktivity občanské neposlušnosti. Mezi lety 1960 a 1990 byla strana vládou Jihoafrické republiky zakázána. K zákazu došlo krátce poté, co byl policií spáchán masakr v Sharpeville. Vedení strany v tomto období uprchlo do exilu v Lusace (Zambie), zatímco aktivní členové byli zatýkáni a uvězněni ve věznici na Robben Island. Za těchto podmínek vedení ANC zvolilo taktiku sabotáží a partyzánské války, k čemuž za pomoci Komunistické strany Jihoafrické republiky vytvořilo své ozbrojené křídlo Umkhonto we Sizwe. ANC byl následně oficiálně označen Jihoafrickou republikou, Spojeným královstvím a Spojenými státy americkými za teroristické hnutí.
V roce 1990 byl zákaz působení ANC zrušen. Následně strana sehrála zásadní roli ve vyjednávání o konci apartheidu. Po pádu apartheidu se ANC stal dominantní politickou silou v zemi. V politické rovině je součástí tripartitní aliance, kde vedle ANC je také Komunistická strana Jihoafrické republiky (SACP) a Kongres jihoafrických odborů. Nicméně voleb se z nich účastní pouze ANC, komunisté a odbory následně výměnou dostávají vládní funkce. V reakci na spojení s centristickou Demokratickou aliancí a drobnějšími pravicovými stranami po volbách v roce 2024 však SACP oznámila, že se plánuje od ANC oddělit.
Ačkoliv je od své legalizace zcela dominantní stranou v zemi, od roku 2004 je zaznamenán pozvolný pokles voličské podpory. Ten je spojený s odštěpením nejprve radikálně levicového křídla Julia Malemy v roce 2012, ze kterého vznikli opoziční Bojovníci za ekonomickou svobodu (EFF), a následně populistické, sociálně konzervativní skupiny okolo exprezidenta Jacoba Zumy, která v roce 2023 založila vlastní stranu Umkhonto we Sizwe. V komunálních volbách v roce 2021 podpora strany poprvé v historii klesla pod 50 %. Ve všeobecných volbách 2024 ANC poprvé přišla o většinu i v parlamentu (se 41 % hlasů ale zůstala nejsilnější stranou). ANC se i přesto udržela u moci tím, že vytvořila velkou koalici národní jednoty. V ní je zastoupena i dříve opoziční Demokratická aliance a další menší strany.

## Historie ANC

### Založení a počátky strany (1912–1947)
Strana byla založena 8. ledna 1912 v Bloemfonteinu jako Jihoafrický domorodý národní kongres (SANNC) na ochranu práv černých obyvatel v Jihoafrické republice. Mezi zakládající členy se počítají John Dube (první prezident strany), básník a spisovatel Sol Plaatje, Pixley ka Isaka Seme a Walter Rubusana. ANC se od svého založení ztotožňuje s prohlášením, které pronesl Pixley ka Isama Seke v roce 1911: „Zapomeňme na všechny historické rozdíly mezi Afrikánci a spojme se v jednu národní organizaci.“ Zakladatelé pocházeli ze vzdělaných a konzervativních vrstev společnosti. Kolem roku 1920 strana změnila taktiku z podávání peticí na protesty formou nenásilného odporu proti projevům rasové segregace. V roce 1923 došlo k přejmenování na Africký národní kongres (ANC). Roku 1927 se předsedou strany stal Josiah Gumede, který podpořil masový nábor členů a začal spolupracovat s Komunistickou stranou Jihoafrické unie. Nicméně již v roce 1930 byl z funkce odvolán a ve straně znovu převládlo tradicionalistické křídlo.

### V období apartheidu (1948–1960)
Ve čtyřicátých letech se ke Gumedeho levicové politice vrátil nový předseda ANC Alfred Bitini Xuma. Ten začal spolupracovat s odbory a také založil mládežnickou organizaci Ligu mládeže ANC. V té vyrůstala nová generace aktivistů, mezi nimiž byli také Walter Sisulu, Nelson Mandela nebo Oliver Tambo. Poté, co v roce 1948 vyhrála volby Národní strana a zavedla apartheid, zvláště nová generace v ANC podpořila program přímých akcí. Pořádali tak masové stávky a bojkoty. Protesty vyvrcholily v první polovině padesátých let. V roce 1955 se sešel multietnický Kongres lidu. Šlo o neoficiální těleso spojující různé skupiny bojující proti apartheidu. Z něho se poté vyvinula politická Aliance kongresu. Výsledkem jednání kongresu byla tzv. Charta svobody. 
V březnu 1960 se odehrál masakr v Sharpeville a ANC byla následně na třicet let zakázána. Vedení strany uprchlo do exilu v Lusace (Zambie) a v JAR nadále fungovali jako podzemní osvobozenecké hnutí. De facto vůdcem byl Oliver Tambo, jelikož předseda strany Albert Lutuli byl v Zululandu v domácím vězení. V exilu se ANC ještě více propojilo s Komunistickou stranou JAR, která bylo rovněž zakázána.

### Exil a vytvoření Umkhonto we Sizwe (1961–1989)
V roce 1961, částečně v reakci na masakr v Sharpeville, vznikl vojenský orgán nazvaný Umkhonto we Sizwe (Kopí národa, zkráceně MK), jako prostředek pro ozbrojený boj proti apartheidu. Jako ozbrojené křídlo ANC byl formálně uznán v říjnu 1962. K zakladatelům této organizace patřil i Nelson Mandela.
V první polovině 60. let prováděl MK sabotáže, zejména bombové útoky na opuštěná vládní zařízení. Jak však ANC omezovalo svou přítomnost v Jižní Africe, kádry MK byly omezeny na výcvikové tábory v Tanzanii a sousedních zemích. Až v 70. letech se podmínky pro ozbrojený boj zlepšily, zejména po nepokojích v Sowetu v roce 1976, kdy tisíce studentů překročily hranice, aby hledali vojenský výcvik. Partyzánská aktivita MK v Jižní Africe během tohoto období rostla (jeden z odhadů zaznamenal nárůst z 23 incidentů v roce 1977 na 136 incidentů v roce 1985). Ve druhé polovině 80. let bylo při těchto útocích zabito i několik jihoafrických civilistů.
Během tohoto období vedly aktivity MK vlády Margaret Thatcherové a Ronalda Reagana k odsouzení ANC jako teroristické organizace. Postoj západních režimů souvisel i s kontextem studené války a se značným množstvím podpory – finanční i technické – kterou ANC dostával od Sovětského svazu.

### Vývoj od roku 1990
Od poloviny osmdesátých let stále sílil mezinárodní tlak na ukončení apartheidu a hledání vnitřního partnera pro vyjednávání. ANC bylo myslitelnou volbou, ale problém byl v jejich neochotě se vzdát ozbrojeného boje. Po úvodních jednáních se prezident JAR Frederik Willem de Klerk v roce 1990 rozhodl zrušit zákaz ANC a ostatních politických stran. To vedlo také k propuštění politických vězňů, včetně Nelsona Mandely. Na jednání do země přicestovalo také exilové vedení ANC. V srpnu 1990 se ANC zavázalo k ukončení ozbrojených akcí, čímž se otevřely dveře diplomacii. Nicméně jiné skupiny násilí neopustily a tak pokračovalo i v dalších letech, což značně komplikovalo vyjednávání. Dohoda tak byla uzavřena až v listopadu 1993.
V roce 1994 se uskutečnily podle prozatímní demokratické ústavy první všerasové volby, ve kterých získal většinu ANC – 66,7 % hlasů. Byla vytvořena celonárodní vláda národního porozumění a Nelson Mandela se stal prvním černošským prezidentem v dějinách země. V roce 1996 byla přijata definitivní demokratická ústava JAR. ANC získal v prvních volbách zejména hlasy černošského obyvatelstva s výjimkou Zuluů, kteří volili stranu Inkatha Freedom Party.
ANC byl nejúspěšnější stranou i ve druhých parlamentních volbách, které se konaly v roce 1999. Získal v nich 66,4 % hlasů, tedy 226 ze 400 křesel. Ale ani tento počet nezajistil ANC ústavní většinu v parlamentu. To by totiž umožňovalo měnit jihoafrickou ústavu z roku 1996. Političtí komentátoři poukazovali, že dvoutřetinová většina je nebezpečná pro politický vývoj v zemi. Všechny vlády totiž potřebují silnou opozici. Navíc panoval názor, že jihoafrická ústava je liberálním dokumentem a není třeba ho výrazněji měnit.
V prvních i druhých volbách kandidoval ANC spolu s Jihoafrickou komunistickou stranou (SACP), což přispělo k určité části bělošského obyvatelstva nevolit ANC.
Následující čtyři roky se strana dostala pod silnou vnitropolitickou analýzu, která odhalila korupci ve všech vrstvách státní správy. I přesto však převládal názor, že strana vyhraje volby i v roce 2004. Největším překvapením byla provincie Limpopo, z které se ozývaly nejsilnější kritické hlasy. Byla dokonce první v počtu odevzdaných hlasů ANC, volilo ho více než 80% obyvatelstva. Celkově potom ANC získal přes 70% hlasů, tedy více než dvoutřetinovou většinu hlasů.
Ve volbách v roce 2009 ANC opět získal nejsilnější podporu a vyhrál. Nebude ale mít dvoutřetinovou ústavní většinu v Národním shromáždění. ANC získal 65,9 % hlasů a 9. května 2009 tak mohl zvolit za prezidenta Jihoafrické republiky svého předsedu Jacoba Zumu. Jihoafrická republika nyní čelí krizi a k zajištění stability Jacob Zuma prohlásil, že vítězství ANC nepřinese žádné dramatické změny v politice a ekonomice. ANC chce udržet spravedlivý a pro všechny dostupný růst, který zajistí dobrá zaměstnání a dlouhodobě fungující existenci.

## Pozice

### Ideologie
Vedení ANC označuje stranu za všelidovou stranu, čímž zastává celou řadu nejrůznějších postojů a tendencí, spíše než ucelenou ideologii. Nelson Mandela o ANC v roce 1990 prohlásil: „ANC není politická strana. ANC vznikl jako kongres afrického lidu. Od začátku je koalicí lidí s různými politickými preferencemi. Někteří mohou podporovat volný trh, jiní socialismus. Někteří jsou konzervativci, další liberálové. Jediné co nás spojuje, je boj proti rasové segregaci a útlaku. Otázka zastávané ideologie se neřeší. Pokud by se řešila, znamenalo by to rozpad ANC.“
I po pádu apartheidu se ANC stále označoval za osvobozenecké hnutí. Chtěl dosáhnout kompletního osvobození občanů od diskriminace a útlaku. Charta svobody z roku 1955 zůstala základním ideovým dokumentem strany.
ANC také zastává postoj antirasismu, kdy se vymezuje vůči jakýmkoliv projevům rasismu, tribalismu nebo etnickému exkluzivismu nebo šovinismu.
V roce 1969 se v tanzanském městě Morogoro ANC zavázala provést „Národní demokratickou revoluci (NDR), která – zničí stávající sociální a ekonomické vztahy – s sebou přinese nápravu historických křivd spáchaných na domorodé většině, a položí tak základ pro nový – a hlubší internacionalistický – přístup“. Pro část strany byla NDR nástrojem, jak spojit primární úsilí ANC, tj. boj proti kolonialismu a apartheidu, se sekundárním cílem, tj. zavedení socialismu v JAR a ve světě. ANC je členem Socialistické internacionály a velmi úzce spolupracuje s jihoafrickými komunisty. Boj za národní sebeurčení měl v této logice vést k socialistické revoluci (třídnímu boji). Po pádu apartheidu došlo k různým interpretacím tohoto závazku. Část strany trvá na pokračování boje za socialismus, zatímco především vedení strany toto chápe jako zejména podporu černošské většiny i v systému tržního kapitalismu.
Od roku 1994 vlády ANC inklinovaly k státnímu zasahování do ekonomiky. Již v prvním ekonomickém programu z roku 1994 představily státem řízené návrhy na odstranění ekonomické nerovnosti způsobené kolonialismem a apartheidem. Toho chtěl stát dosáhnout hlavně třemi kroky: pozemkovou reformou, částečně plánovanou ekonomikou a státním investováním do infrastruktury a zajišťováním základních služeb (veřejné školství, veřejné zdravotnictví). Původní ekonomický program byl ale nahrazen novým již v roce 1996. Ten byl naopak silně neoliberální. Plně ho začal prosazovat prezident Thabo Mbeki, a to i přes odpor partnerů ANC, komunistů a odborů. Pnutí mezi představami preference neoliberalismu a státní intervence v ekonomice pokračovalo i v dalších letech. V roce 2013 kvůli prosazování neoliberalismu z tripartitní aliance vystoupily největší odbory v zemi, Národní svaz kovodělníků Jižní Afriky. ANC přesto nikdy neprosazoval dokonalý tržní kapitalismus a stále do značné míry zasahoval do ekonomiky země.

### Politika Afrického národního kongresu
Základním politickým dokumentem ANC je Charta svobody, která byla přijata Kongresem lidu v roce 1955. Charta svobody prohlašuje:
- Vládnoucí silou musí být lid
- Všechny národnostní skupiny, kmeny a obyvatelé musí mít stejná práva
- Lidé se musí podílet na bohatství země
- Půda bude společně sdílená těmi, kteří na ni pracují
- Všichni si budou stejně rovni před právem země
- Všichni budou mít zaručena stejná lidská práva
- Bude zajištěna práce a bezpečnost
- Otevření vzdělávacích a kulturních institucí pro všechny
- Zajistit bezpečné a komfortní domy
- Zajistit mír a přátelství

V roce 1994 ANC schválil Program přestavby a rozvoje jako základní politický rámec vedoucí k proměně Jihoafrické republiky. Hlavními body programu jsou:
- Vyřešení základních potřeb
- Rozvíjet naše lidské zdroje
- Zajistit rozvoj ekonomiky
- Vytvořit demokratický stát a demokratickou společnost

## Struktura a složení Afrického národního kongresu
- Pobočky jsou základními celky ANC, kde se členové podílejí na aktivitě ANC a politických diskuzích. Pobočka je představitelem společnosti, reprezentující její práva, vyjadřující její snahu a sjednocující je ke společné snaze na místním rozvoji. Každá pobočka volí výkonný výbor na každoročním Generálním shromáždění.
- Regionální výkonný výbor je volen na Regionální konferenci každé dva roky. Reprezentuje regionální pobočky.
- Okresní výkonný výbor je volen na Okresní konferenci každé tři roky a reprezentuje okresní pobočky.
- Národní výkonný výbor (NEC) je nejvyšší orgán ANC mezi konferencemi a má zodpovědnost za vedení organizace. Je volen každých pět let na Národní konferenci. NEC volí Národní výbor práce – orgán z vlastních řad na koordinaci práce představující každodenní potřebu.
- Národní konference se koná každých pět let. Je to nejvyšší článek ANC vydávající rozhodnutí. Zástupci poboček představují 90% hlasující delegace na Národní konferenci. Národní generální rada se schází mezi Národními konferencemi k zhodnocení programu celého politického hnutí.
- Liga žen ANC plní funkci autonomní části uvnitř celé struktury ANC. Objektivně brání a podporuje práva žen proti všem formám útlaku a zajišťuje úlohu ženy v plné roli organizačního života. Liga žen je zpřístupněna všem ženám, které jsou členkami ANC.
- Liga mládeže ANC plní také roli autonomní části, s cílem sjednotit a vést mládež ke konfrontaci a jednání s problémy, kterým čelí a k zajištění plnohodnotnému přispění snahy ANC. Členství je otevřeno všem obyvatelům ve věku mezi 14 a 35 lety.

Mezi nejvýznamnější představitele strany patřili a patří: Albert Lutuli, Nelson Mandela, Thabo Mbeki, Walter Sisulu, Oliver Tambo, Jacob Zuma a Kgalema Motlanthe.

## Volební výsledky

### Volby do Národního shromáždění
| Volby | Lídr            | Počet hlasů | Hlasy % | Mandátů | Změna |
| ----- | --------------- | ----------- | ------- | ------- | ----- |
| 1994  | Nelson Mandela  | 12 237 655  | 62,65   | 252/400 | ▲ 252 |
| 1999  | Thabo Mbeki     | 10 601 330  | 66,35   | 266/400 | ▲ 14  |
| 2004  | Thabo Mbeki     | 10 880 915  | 69,69   | 279/400 | ▲ 13  |
| 2009  | Jacob Zuma      | 11 650 748  | 65,9    | 264/400 | ▼ 15  |
| 2014  | Jacob Zuma      | 11 436 921  | 62,15   | 249/400 | ▼ 15  |
| 2019  | Cyril Ramaphosa | 10 026 475  | 57,5    | 230/400 | ▼ 19  |
| 2024  | Cyril Ramaphosa | 6 459 683   | 40,18   | 159/400 | ▼ 71  |

### Volby do Národní rady provincií
| Volby | Lídr            | Mandátů | Změna |
| ----- | --------------- | ------- | ----- |
| 1994  | Nelson Mandela  | 60/90   | ▲ 60  |
| 1999  | Thabo Mbeki     | 63/90   | ▲ 3   |
| 2004  | Thabo Mbeki     | 65/90   | ▲ 2   |
| 2009  | Jacob Zuma      | 62/90   | ▼ 3   |
| 2014  | Jacob Zuma      | 60/90   | ▼ 2   |
| 2019  | Cyril Ramaphosa | 54/90   | ▼ 6   |
| 2024  | Cyril Ramaphosa | 43/90   | ▼ 11  |